# Раменское (станция)
Ра́менское — железнодорожная станция Рязанского направления Московско-Курского региона Московской железной дороги в городе Раменское. Станция была открыта при сооружении железной дороги в 1862 году, названа по селу Троицкое-Раменское. Четырёхпутная линия от Люберец здесь переходит в двухпутную.

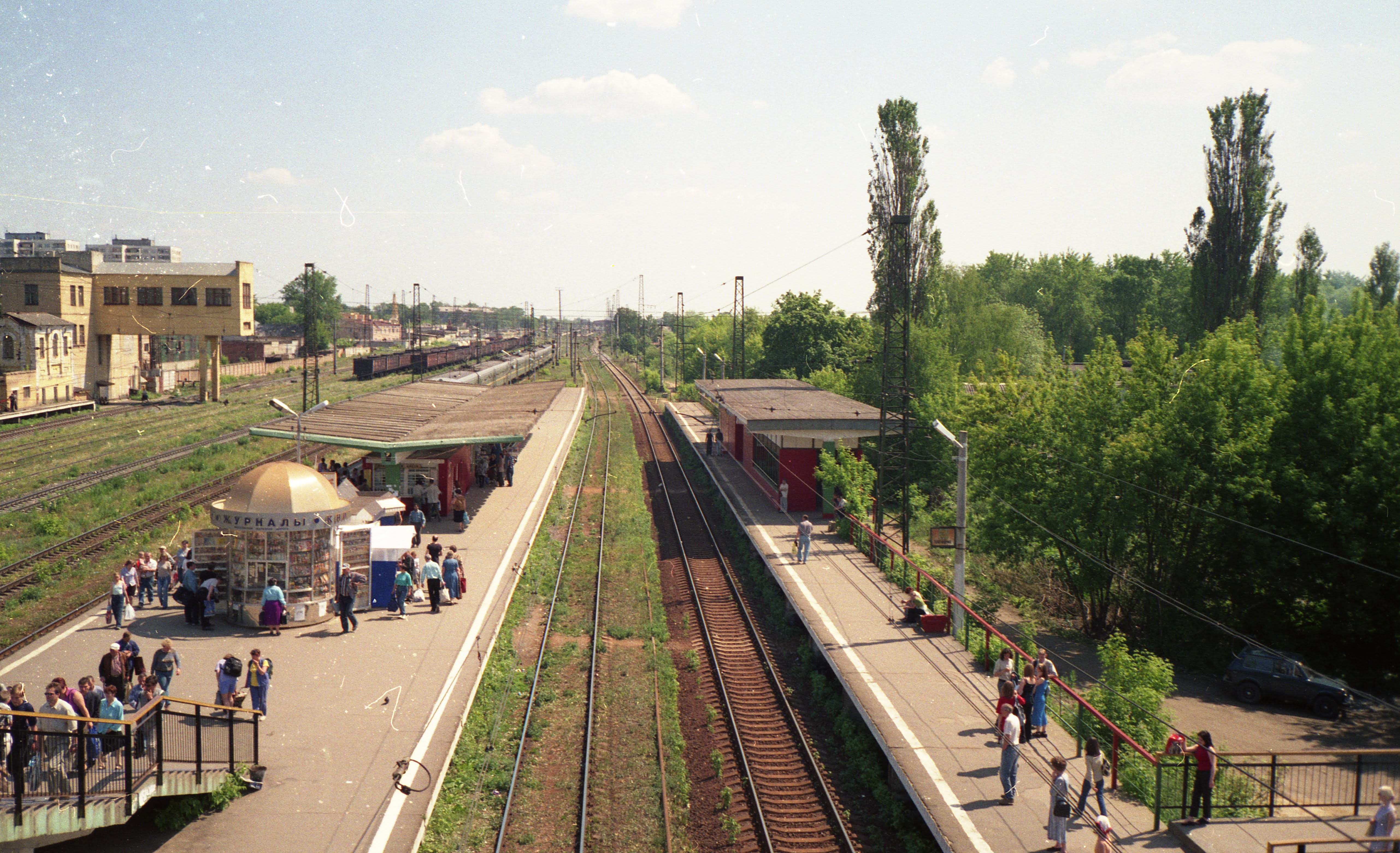
Платформы станции Раменское в 2002 году

Была конечной станцией, электрифицированной в 1933—35 годах линии Москва — Люберцы — Быково — Раменское.
Ныне станция Раменское является конечной остановкой для скоростных поездов («спутников»), курсирующих по маршруту Москва — Выхино — Люберцы — Жуковский — Раменское.
Имеет четыре платформы. Электропоезда на Москву отправляются с платформ №2 и №3, от Москвы — №1 и №2. При этом платформа №1 при движении от Москвы и платформа №2 при движении на Москву используются лишь для остановки электричек-экспрессов, следующих на участке Люберцы 1 — 47 км с малым количеством остановок. Платформа №4 предназначена исключительно для электропоездов повышенной комфортности «Спутник». Платформы, оборудованные терминалами АСКОП, соединены между собой пешеходным мостом.
На станции Раменское заканчивается четырёхзначная светофорная автоблокировка на 1 и 2 путях (на 3 и 4 заканчивается на станции Панки)[значимость факта?].

## Подъездные пути
Ветка через Раменскую фабрику на базу на Северном шоссе. Разобрана в 2005. 

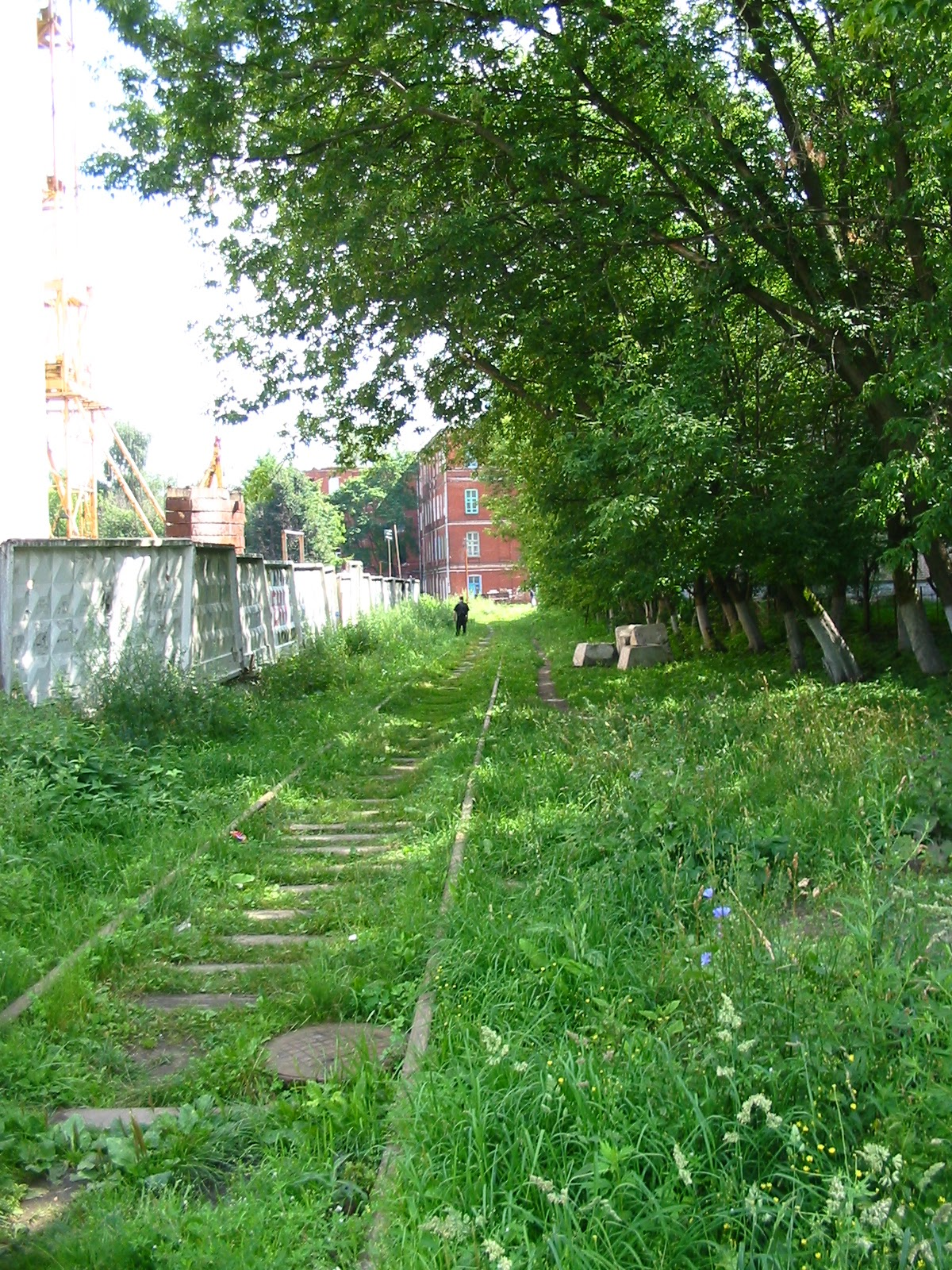
Ветка среди казарм Раменской фабрики (2004)

Ветка на Раменский приборостроительный завод. Разобрана около 2019.

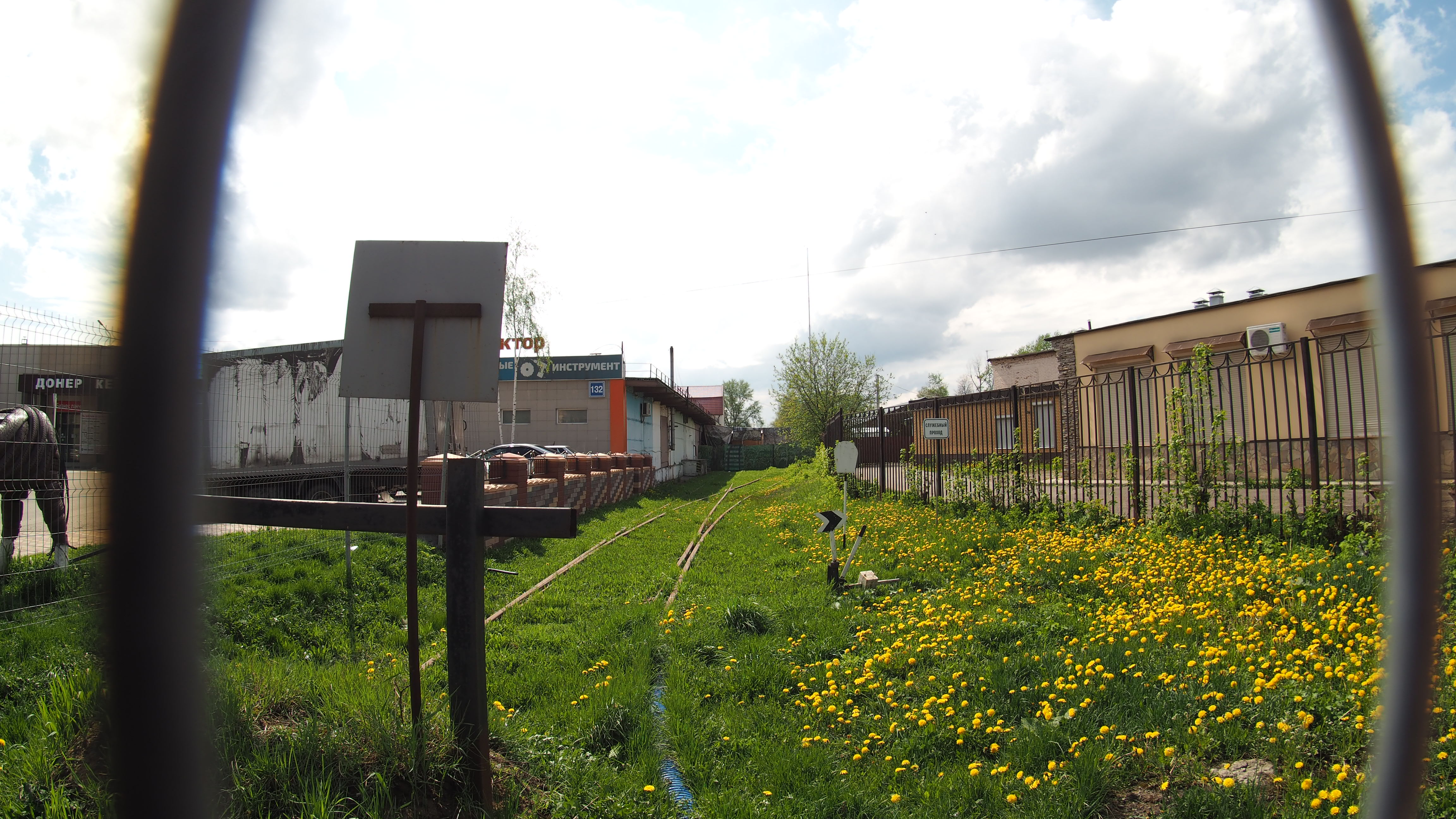
Ветка Раменского приборостроительного завода (2020)

## Среднее время движения до Казанского вокзала в разные годы
| год  | время движения                                               |
| ---- | ------------------------------------------------------------ |
| 1895 | 00 98 мин. (на пассажирском поезде Казань — Москва)          |
| 1927 | 00 80 мин.                                                   |
| 1949 | 00 64 мин.                                                   |
| 1981 | 00 64 мин.                                                   |
| 2009 | 00 64 мин. (на обычном электропоезде)                        |
| 2009 | 00 45 мин. (на «спутнике» или электропоезде Москва — Рязань) |
| 2009 | 00 41 мин. (на электропоезде 6996 Москва — Рязань)           |